# Кріс Крофорд (баскетболіст, 1975)
Крістофер Лі Крофорд (англ. Christopher Lee Crawford, нар. 13 травня 1975, Каламазу) — американський професіональний баскетболіст, що грав на позиції важкого форварда за команду НБА «Атланта Гокс».

## Ігрова кар'єра
На університетському рівні грав за команду Маркетт (1993—1997).
1997 року був обраний у другому раунді драфту НБА під загальним 50-м номером командою «Атланта Гокс».
Професійну кар'єру розпочав 1997 року виступами за тих же «Атланта Гокс», захищав кольори команди з Атланти протягом усієї історії виступів у НБА, яка налічувала 8 сезонів. Найуспішнішим був сезон 2003—2004, коли він набирав у середньому 10,2 очка за гру.